# Jonathan Majors
Jonathan Michael Majors (ur. 7 września 1989 w Lompoc) – amerykański aktor filmowy i telewizyjny.
W 2020 roku zyskał szerszą rozpoznawalność rolą w serialu telewizyjnym HBO Kraina Lovecrafta, za którą otrzymał nominację do nagrody Primetime Emmy. Od 2021 roku zaczął występować w filmach Filmowego Uniwersum Marvela.

## Życiorys
Jonathan Michael Majors urodził się 7 września 1989 w Lompoc w Kalifornii i mieszkał z rodziną w bazie wojskowej Vandenberg, gdzie jego ojciec pracował w Siłach Powietrznych Stanów Zjednoczonych. Później rodzina przeniosła się do Dallas w Teksasie. Następnie mieszkał w Georgetown i w Cedar Hill w Teksasie. Studiował na University of North Carolina School of the Arts, na którym uzyskał tytuł bachelor’s degree. Następnie uczęszczał do Yale School of Drama i ukończył studia magisterskie w 2016 roku.

## Kariera
Po raz pierwszy Majors wystąpił w 2017 roku, będąc jeszcze studentem, w miniserialu ABC Kiedy powstajemy. W tym samym roku wystąpił w roli kaprala Henry’ego Woodsona w rewizjonistycznym westernie Hostiles, napisanym i wyreżyserowanym przez Scotta Coopera. Film miał światową premierę na festiwalu filmowym Telluride 2 września 2017 roku. W 2018 roku zagrał w filmach Biały Chłopiec Rick i Out of Blue. Oba te filmy były wyświetlane na Międzynarodowym Festiwalu Filmowym w Toronto w 2018 roku. W 2019 roku zyskał rozgłos po tym, jak wystąpił w niezależnym filmie fabularnym Joe Talbota Ostatni Murzyn w San Francisco, za który otrzymał nominację do nagrody Independent Spirit Awards. Film miał światową premierę na Festiwalu Filmowym w Sundance 26 stycznia 2019 roku. Były prezydent Stanów Zjednoczonych Barack Obama ocenił go jako jeden z najlepszych filmów w 2019 roku. W 2020 roku wystąpił u boku Chadwicka Bosemana i Delroya Lindo w dramacie wojennym Spike’a Lee Da 5 Bloods. W tym samym roku zagrał również rolę Atticusa Freemana w serialu telewizyjnym HBO Kraina Lovecrafta. Jego występ w serialu Kraina Lovecrafta został pozytywnie oceniony przez krytyków Vogue, którzy nazwali go „emocjonalnym rdzeniem serialu”. W 2021 roku zagrał główną rolę w filmie wyreżyserowanym przez Jeymesa Samuela Zemsta rewolwerowca, grając u boku Idrisa Elby, Zazie Beetz, Reginy King i Delroy Lindo. W 2023 roku zagrał w Marzenia magazynowe i Creed III jako Damian „Dame” Anderson.

## Życie prywatne
Majors ma córkę.